# 펠링 용액

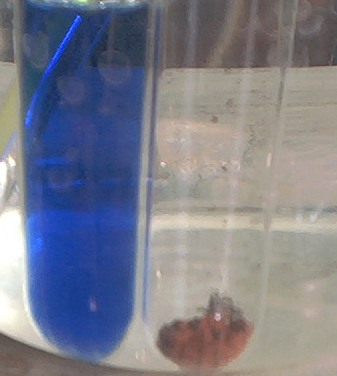

펠링 용액(Fehling's solution)은 1848년 독일의 화학자 H. 펠링이 고안한 용액으로, 알데하이드와 환원당 등 환원력이 강한 물질의 검출에 쓰인다.

## 제법
펠링용액을 장기간 방치해두면 환원성 물질을 생성하기 때문에 제조에 필요한 두 가지 용액을 먼저 만들어 준비해두었다가 사용 전 혼합해서 사용한다. 혼합해야하는 용액은 다음의 두가지이다.
1. 황산구리(‖)의 0.4345 M 수용액
2. 1.65몰의 타타르산칼륨나트륨과 수산화나트륨 2.5 몰의 혼합물을 녹인 수용액 1L를 석면에 걸러낸 용액

이렇게 생성된 용액은 황산구리용액보다 진한 청람색을 띄게 된다.

## 같이 보기
- 펠링 반응
- 베네딕트 용액
- 알데하이드
- 톨렌스 시약